# Lyle Mays
Lyle Mays (født 27. november 1953 i Wisconsin, død 10. februar 2020
) var en amerikansk pianist og komponist.
Mays var nok mest kendt fra sit samarbejde med Pat Metheny. Han var inspireret af Bill Evans, men fandt sin egen stil i fusionsmusikkens øjemed. 
Han nåede også at spille med Jack DeJohnette, Bob Moses, Steve Swallow, Eberhard Weber, Paul McCandless, Joni Mitchell, Woody Herman og Toots Thielemans. 
Mays lavede fire plader i eget navn.

## Diskografi
- The North Texas State University Lab Band, Leon Breeden – Lab '75
- Lyle Mays
- Street Dreams
- Fictionary
- Solo:Improvisations for Expanded Piano
- As Falls Wichita, So Falls Wichita Falls

### Med Pat Metheny
- Pat Metheny Group
- American Garage
- Offramp
- Travels
- First Circle
- The Falcon and the Snowman
- Still Life (Talking)
- Letter from Home
- The Road to You
- We Live Here
- Quartet
- Imaginary Day
- Speaking of Now
- The Way Up